# Миколай Фаустин Радзивілл
Миколай Фаустин Радзивілл (лит. Mikalojus Faustinas Radvila, пол. Mikołaj Faustyn Radziwiłł, *21 травня 1688 — †2 лютого 1746) — державний і військовий діяч, історик, письменник Великого князівства Литовського в Речі Посполитій. Засновник так званої Бердичівської лінії Радзивіллів. Відомий також як Миколай XX Фаустин Радзивілл.

## Життєпис
Походив з литовського магнатського роду Радзивіллів, гілки Несвізької. Молодший син Домініка Миколая Радзивілла, підканцлера литовського, і Анни Маріанни Полубинської. Народився 1688 року. 1697 року після смерті батька отримав староство ковенське, міста Дядлово, Глуськ, Крожами, Пореца, Уселюб. Опинився під опікою старшого брата Яна Миколая. Навчався в Несвізькому єзуїтському колегіумі. У 1699 році разом з братами здійснив закордонну поїздку Німеччиною, Францією, Іспанією, Голландією. Навчався у Сорбоні.
1703 року повернувся на батьківщину. Спочатку був на боці шведського короля Карла XII і його союзника Станіслава Лещинського. 1706 року стає чашником великим литовським. 1708 року резиденція Радзивілла Дятлово було захоплено російськими військами, а імператор Петра I зробив поруч військовий табір. Згодом Дятлово було захоплено і зруйновано шведськими військами.
У 1709 році після поразки шведів у Полтавській битві перейшов на бік Сандомирської конфедерації, що підтримувала короля Августа II. 1710 року Миколая Фаустина Радзивілла було призначено мечником великим литовським. Того ж року оженився з представницею роду Завишей, отримавши як посаг значні володіння в Україні, зокрема місто Бердичів. Миколай Фаустин Радзивілл став засновником у Бердичеві Свято-Троїцької парафії. На його кошти на лівому березі річки Велика П'ята (сучасна річка Гнилоп'ять) напроти фортеці збудована перша, ще дерев'яна, уніатська Троїцька церква, яка закладена у 1721 році, а її будівництво завершено у 1759 році. Для неї він також передав навколишні земельні угіддя.
У 1718, 1720, 1722, 1726 роках був послом (делегатом) від Слонімського повіту на вальні сейми. У 1721 році підписав в Мінську угоду між Яном Михайлом Сологубом і Михайлом Казимиром Радзівіллом. 1725 року призначено генерал-лейтенантом. Багато уваги приділяв литовської армії. Деякий час виконував обов'язки командувача військами Великого князівства Литовського. 1729 року стає воєводою новогрудським.
1733 році стає провідником інтересів Російської імперії, за що отримав щорічну платню в 5 тис. карбованців. Того ж року приєднався до Варшавської конфедерації. У 1734 році виступив проти Дзіковської конфедерації, що підтримувала короля Станіслава I Лещинського. Натомість Миколай Фаустин став на бік претендента Августа Саксонського. Брав участь на боці останнього у Війні за польську спадщину. 1734 року отримав орден Білого Орла.
У 1740 році надав кошти на будівництво нової будівлі монастиря сакраменток при костелі св. Казимира у Варшаві. 1742 року отримав орден Св. Олександра Невського. Після пожежі 1743 року почав відбудовувати в Дятлові костел Вознесіння Пресвятої Діви Марії, але не встиг до своєї смерті. Завершила вже його удова. Помер Миколай Фаустин Радзивілл 1746 року в Дятлово (Zdzięciole), похований у Несвізькій родинній крипті в костелі Божого тіла (крипта Радзивіллів, номер труни 26).

## Творчість
Був людиною освіченою. Автор кількох праць з історії світу і народи Європи, публіцистичних творів. Опубліковані були лише його короткі описи боротьби з гайдамаками і про винахід сином Удальріком машини для очищення ставків, озер і річок від водоростей і бур'янів.

## Родина
Дружина — Барбара-Франца, донька Кшиштофа Станіслава Завіши, мінського каштеляна
Діти:
- Удальрік Христофор (1712—1770), писар великий литовський
- Тереза Барбара (1714—1780), дружина: 1) Джузеппе Шипіоне дель Кампо; 2) Антонія Михайла Паца, писаря великого литовського
- Ольбрахт (1717—1790), староста речицький
- Марія Гертруда (172-—д/н), черниця- монастиря візитанок у Вільно
- Єжи (1721—1754), воєвода новогрудський
- Станіслав (1722—1787)
- Ганна Августина (1726—д/н), черниця
- Бригітта Петронілла (1727—1775), дружина Антонія Сологуба, віце-маршала Трибунала Великого князівства Литовського
- Удальріка
- Христофор
- Фелікс
- Кароль
- Домінік